# بلیک گریفین
بلیک گریفین (به انگلیسی: Blake Griffin) زاده ۱۹۸۹ در اکلاهوما سیتی، بسکتبالیست حرفه‌ای آمریکایی است.
وی اکنون در تیم دیترویت پیستونز بازی می‌کند.
او را از پدیده‌های بزرگ نوظهور بسکتبال ان بی ای دانسته‌اند.

## بیوگرافی

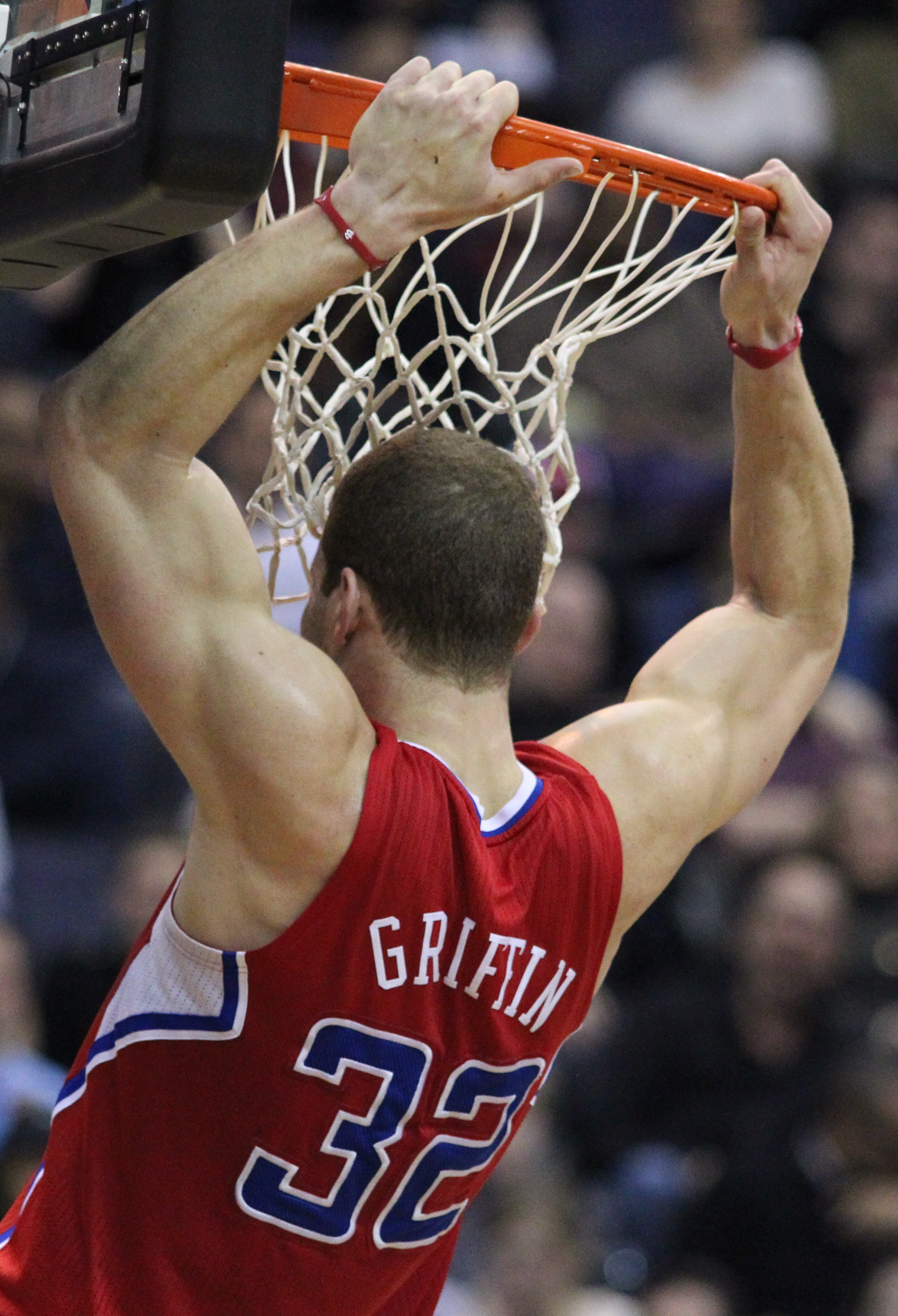
بلک گریفین در 2011

این بازیکن در کالج اوکلاهاما از سال ۲۰۰۷ تا ۲۰۰۹ فعالیت می کرده و یکی از بهترین بازیکنان تیم بوده‌است.
او در درفت ۲۰۰۹ NBA در راند اول به تیم لس آنجلس کلیپرز پیوست . بلگ گریفن در فصل ۲۰۰۹–۲۰۱۰ یک مصدومیت از ناحیهٔ زانو را هم داشت .
او در سال ۲۰۱۱ در روکی و آل استار شرکت کرد که نمایش فوق العاده ای به نمایش گذاشت
در سال ۲۰۱۲-۲۰۱۱ کریس پاول به تیم لس آنجلس کلیپرز پیوست و با گریفین هم بازی شد.درآن سال تیم لس آنجلس کلیپرز به تیمی بسیار قوی مبدل شد و خیلی‌ها فکر کردند که این تیم می‌تواند قهرمان ان بی ای شود ولی در نهایت تیم‌های میامی هیت و اکلاهما سیتی تاندر به فینال ان بی ای راه یافتند و تیم میامی هیت با درخشش لبران جیمز قهرمان ان بی ای شد.آل استار:گریفین و هم تیمی اش کریس پاول با بازی‌های خوبشان به آل استار راه یافتند و گریفین در بازی آل استار با دانک‌هایش همه را به وجد می آورد و در نهایت تیم وست آل استار یعنی تیمی که در آن گریفین بازی میکرد مقابل تیم EAST آل استار به پیروزی رسید و کوین دورانت ام وی پی آل استار شد.مهارت‌های گریفین:ریباندهای عالی-دانک‌های عالی - آلی اوپ دانک عالی-POSTMOVE عالی. از افتخارات وی میتوان:شرکت در آل استار-برنده شدن در مسابقه اسلم دانک و شرکت در روکی را نام برد.در سال۲۰۱۳-۲۰۱۲ دی آندره جردن به عنوان بازیکن سنتر به این تیم پیوست و بلیک گریفین با دی آندره جردن زوج عالی دفاع تیم لس آنجلس کلیپرز را تشکیل دادند.